# Abdel Aziz Mohammad Hegazi
Abdel Aziz Mohammad Hejazi, né le 3 janvier 1923 et mort le 22 décembre 2014, est un homme d'État égyptien ayant été Premier ministre sous la présidence d'Anouar el-Sadate.

## Biographie

### Carrière politique
Abdel Aziz Mohammad Hejazi est Ministre du Trésor entre 1968 et 1972 puis Ministre des Finances et du Commerce extérieur de 1973 à 1974. Il devient Premier ministre le 25 septembre 1974 et le reste jusqu'au 16 avril 1975.